# セレーナ・リー
セレーナ・リー（李 施嬅、李 詩韻、英語: Selena Li, 1981年2月12日 - ）は、香港の女優、歌手。

## 出演作品

### 映画
- 影音使團人生熱線影院第三輯 - 真的戀愛了?（2007年） - Vivian 役
- 独身の行方（2011年） - 妊婦 役
- Once More（2016年） - Selina 役

#### 広東語吹替
- 殺人犯（2009年） - チェン・ヘイオイ 役

### テレビドラマ
- 金宵大厦（2019年） - 章瑋/楊玉華 役
- 法證先鋒IV（2020年） - 聞家希 役
- Blood and Water Season 3（2020年） - Michelle Chang 役
- 金宵大廈2（2022年） - Ella 役